# Ausztria az 1956. évi nyári olimpiai játékokon
Ausztria az ausztráliai Melbourne-ben és a svédországi Stockholmban megrendezett 1956. évi nyári olimpiai játékok egyik részt vevő nemzete volt. Az országot az olimpián 12 sportágban 34 sportoló képviselte, akik összesen 2 érmet szereztek.

## Érmesek
| Érem  | Versenyző                          | Sportág    | Versenyszám                    |
| ----- | ---------------------------------- | ---------- | ------------------------------ |
| Bronz | Josef Kloimstein Alfred Sageder    | Evezés     | Férfi kormányos nélküli kettes |
| Bronz | Maximilian Raub Herbert Wiedermann | Kajak-kenu | Férfi kajak kettes 1000 m      |

## Atlétika
Férfi
| Versenyző    | Versenyszám | Döntő   | Döntő    |
| Versenyző    | Versenyszám | Idő     | Helyezés |
| ------------ | ----------- | ------- | -------- |
| Dolfi Gruber | Maraton     | 2:46:20 | 23.      |

Női
| Versenyző      | Versenyszám | Selejtező | Selejtező | Döntő    | Döntő    |
| Versenyző      | Versenyszám | Eredmény  | Helyezés  | Eredmény | Helyezés |
| -------------- | ----------- | --------- | --------- | -------- | -------- |
| Reinelde Knapp | Magasugrás  | 158 cm    | =4.       | 160 cm   | =12.     |
| Regina Branner | Súlylökés   | 13,87 m   | 7.        | 14,60 m  | 7.       |

## Birkózás
Kötöttfogású
| Versenyző             | Versenyszám | 1. forduló                       | 1. forduló | 1. forduló | 2. forduló                           | 2. forduló | 2. forduló | 3. forduló                    | 3. forduló | 3. forduló | 4. forduló                   | 4. forduló | 4. forduló | 5. forduló        | 5. forduló | 5. forduló | 6. forduló        | 6. forduló | 6. forduló | 7. forduló        | 7. forduló | 7. forduló | Döntő             | Döntő   | Döntő   | Helyezés    |
| Versenyző             | Versenyszám | Ellenfél Eredmény                | Pont       | Hely.      | Ellenfél Eredmény                    | Pont       | Hely.      | Ellenfél Eredmény             | Pont       | Hely.      | Ellenfél Eredmény            | Pont       | Hely.      | Ellenfél Eredmény | Pont       | Hely.      | Ellenfél Eredmény | Pont       | Hely.      | Ellenfél Eredmény | Pont       | Hely.      | Ellenfél Eredmény | Pont    | Hely.   | Helyezés    |
| --------------------- | ----------- | -------------------------------- | ---------- | ---------- | ------------------------------------ | ---------- | ---------- | ----------------------------- | ---------- | ---------- | ---------------------------- | ---------- | ---------- | ----------------- | ---------- | ---------- | ----------------- | ---------- | ---------- | ----------------- | ---------- | ---------- | ----------------- | ------- | ------- | ----------- |
| Franz Brunner         | 57 kg       | Fred Kämmerer (EUA) · 1-2        | 2          | =8.        | Edvin Vesterby (SWE) · 0-3           | 5          | =11.       | kiesett                       | kiesett    | kiesett    | kiesett                      | kiesett    | kiesett    | kiesett           | kiesett    | kiesett    |                   |            |            |                   |            |            | kiesett           | kiesett | kiesett | helyezetlen |
| Bartl Brötzner        | 67 kg       | Vladimir Rosin (URS) · 3-0       | 1          | =3.        | Rıza Doğan (TUR) · 2-1               | 2          | =3.        | Tóth Gyula (HUN) · 0-3        | 5          | =4.        | Dimitar Stoyanov (BUL) · 0-3 | 8          | 5.         | kiesett           | kiesett    | kiesett    | kiesett           | kiesett    | kiesett    | kiesett           | kiesett    | kiesett    | kiesett           | kiesett | kiesett | 4.          |
| Ernst Wandaller       | 73 kg       | Per Berlin (SWE) · kétvállas     | 3          | =8.        | Vlagyimir Manyejev (URS) · kétvállas | 6          | =9.        | kiesett                       | kiesett    | kiesett    | kiesett                      | kiesett    | kiesett    | kiesett           | kiesett    | kiesett    |                   |            |            |                   |            |            | kiesett           | kiesett | kiesett | helyezetlen |
| Eugen Wiesberger, Jr. | 87 kg       | Dale O. Thomas (USA) · kétvállas | 3          | =8.        | Victor Mucha (AUS) · kétvállas       | 3          | =3.        | Karl-Erik Nilsson (SWE) · 0-3 | 6          | =5.        | kiesett                      | kiesett    | kiesett    |                   |            |            |                   |            |            |                   |            |            | kiesett           | kiesett | kiesett | 6.          |

Szabadfogású
| Versenyző       | Versenyszám | 1. forduló                       | 1. forduló | 1. forduló | 2. forduló                   | 2. forduló | 2. forduló | 3. forduló        | 3. forduló | 3. forduló | 4. forduló        | 4. forduló | 4. forduló | Döntő             | Döntő   | Döntő   | Helyezés    |
| Versenyző       | Versenyszám | Ellenfél Eredmény                | Pont       | Hely.      | Ellenfél Eredmény            | Pont       | Hely.      | Ellenfél Eredmény | Pont       | Hely.      | Ellenfél Eredmény | Pont       | Hely.      | Ellenfél Eredmény | Pont    | Hely.   | Helyezés    |
| --------------- | ----------- | -------------------------------- | ---------- | ---------- | ---------------------------- | ---------- | ---------- | ----------------- | ---------- | ---------- | ----------------- | ---------- | ---------- | ----------------- | ------- | ------- | ----------- |
| Ernst Wandaller | 73 kg       | İbrahim Zengin (TUR) · kétvállas | 3          | =9.        | Per Berlin (SWE) · kétvállas | 6          | =11.       | kiesett           | kiesett    | kiesett    | kiesett           | kiesett    | kiesett    | kiesett           | kiesett | kiesett | helyezetlen |

## Evezés
| Versenyző                                               | Versenyszám              | Előfutam | Előfutam | Vigaszág | Vigaszág | Elődöntő | Elődöntő | Döntő   | Döntő   | Helyezés    |
| Versenyző                                               | Versenyszám              | Idő      | Hely.    | Idő      | Hely.    | Idő      | Hely.    | Idő     | Hely.   | Helyezés    |
| ------------------------------------------------------- | ------------------------ | -------- | -------- | -------- | -------- | -------- | -------- | ------- | ------- | ----------- |
| Ferdinand Rabeder                                       | Egypárevezős             | 7:36,0   | 4.       | 9:16,4   | 2.       | kiesett  | kiesett  | kiesett | kiesett | helyezetlen |
| Josef Kloimstein Alfred Sageder                         | Kormányos nélküli kettes | 7:37,0   | 3.       | 7:51,6   | 1.       | 8:42,4   | 2.       | 8:11,8  | 3.      |             |
| Josef Kloimstein Alfred Sageder Franz König (kormányos) | Kormányos kettes         | 8:11,2   | 2.       | erőnyerő | erőnyerő | 9:29,7   | 4.       | kiesett | kiesett | helyezetlen |

## Kajak-kenu
Férfi
| Versenyző                            | Versenyszám           | Előfutam | Előfutam | Döntő   | Döntő    |
| Versenyző                            | Versenyszám           | Idő      | Hely.    | Idő     | Helyezés |
| ------------------------------------ | --------------------- | -------- | -------- | ------- | -------- |
| Maximilian Raub Herbert Wiedermann   | Kajak kettes 1000 m   | 3:57,2   | 2.       | 3:55,8  |          |
| Alfred Schmidtberger Hermann Salzner | Kajak kettes 10 000 m |          |          | 49:03,7 | 11.      |
| Otto Schindler Walter Waldner        | Kenu kettes 1000 m    | 5:05,9   | 3.       | 5:04,4  | 6.       |
| Otto Schindler Walter Waldner        | Kenu kettes 10 000 m  |          |          | 56:48,7 | 8.       |

Női
| Versenyző                   | Versenyszám       | Előfutam | Előfutam | Döntő   | Döntő    |
| Versenyző                   | Versenyszám       | Idő      | Hely.    | Idő     | Helyezés |
| --------------------------- | ----------------- | -------- | -------- | ------- | -------- |
| Helga Hellebrand-Wiedermann | Kajak egyes 500 m | 2:27,5   | 5.       | kiesett | kiesett  |

## Kerékpározás

### Országúti kerékpározás
| Versenyző                                             | Versenyszám          | Idő             | Helyezés      |
| ----------------------------------------------------- | -------------------- | --------------- | ------------- |
| Walter Bortel                                         | Mezőnyverseny        | nem ért célba   | nem ért célba |
| Rudolf Maresch                                        | Mezőnyverseny        | nem ért célba   | nem ért célba |
| Kurt Schein                                           | Mezőnyverseny        | nem ért célba   | nem ért célba |
| Franz Wimmer                                          | Mezőnyverseny        | 5:27:28 (+6:11) | 30.           |
| Versenyző                                             | Versenyszám          | Pont            | Helyezés      |
| Walter Bortel Rudolf Maresch Kurt Schein Franz Wimmer | Csapat mezőnyverseny | nem ért célba   | nem ért célba |

### Pálya-kerékpározás
Időfutam
| Versenyző   | Versenyszám  | Idő    | Helyezés |
| ----------- | ------------ | ------ | -------- |
| Kurt Schein | Férfi egyéni | 1:13,1 | 11.      |

Üldözőverseny
| Versenyző                                             | Versenyszám  | Selejtező                                                                                       | Selejtező | Selejtező | Negyeddöntő  | Negyeddöntő | Negyeddöntő | Elődöntő     | Elődöntő  | Elődöntő | Döntő        | Döntő     | Helyezés    |
| Versenyző                                             | Versenyszám  | Ellenfél Idő                                                                                    | Saját idő | Hely.     | Ellenfél Idő | Saját idő   | Hely.       | Ellenfél Idő | Saját idő | Hely.    | Ellenfél Idő | Saját idő | Helyezés    |
| ----------------------------------------------------- | ------------ | ----------------------------------------------------------------------------------------------- | --------- | --------- | ------------ | ----------- | ----------- | ------------ | --------- | -------- | ------------ | --------- | ----------- |
| Walter Bortel Rudolf Maresch Kurt Schein Franz Wimmer | Férfi csapat | Venezuela (VEN) · Franco Cacioni · Arsenio Chirinos · Antonio Montilla · Domingo Rivas · 5:14,6 | 5:01,6    | 1.        | kiesett      | kiesett     | kiesett     | kiesett      | kiesett   | kiesett  | kiesett      | kiesett   | helyezetlen |

## Lovaglás
megjegyzés: A lovas versenyszámokat a svédországi Stockholmban rendezték meg a szigorú ausztrál állat-egészségügyi szabályok miatt.
Díjlovaglás
| Versenyző         | Ló      | Versenyszám | Döntő | Döntő    |
| Versenyző         | Ló      | Versenyszám | Pont  | Helyezés |
| ----------------- | ------- | ----------- | ----- | -------- |
| Robert Lattermann | Danubia | Egyéni      | 616,0 | =25.     |
| Alexander Sagadin | Cyprius | Egyéni      | 513,0 | 34.      |

Díjugratás
| Versenyző                                     | Ló                       | Versenyszám | 1. forduló | 1. forduló | 2. forduló       | 2. forduló       | Összesen    | Összesen    |
| Versenyző                                     | Ló                       | Versenyszám | Pont       | Hely.      | Pont             | Hely.            | Pont        | Helyezés    |
| --------------------------------------------- | ------------------------ | ----------- | ---------- | ---------- | ---------------- | ---------------- | ----------- | ----------- |
| Romuald Halm                                  | Bianka                   | Egyéni      | 108,50     | =49.       | nem állt rajthoz | nem állt rajthoz | helyezetlen | helyezetlen |
| Adolf Lauda                                   | Schönbrunn               | Egyéni      | 108,50     | =49.       | nem állt rajthoz | nem állt rajthoz | helyezetlen | helyezetlen |
| Peter Lichtner-Hoyer                          | Rienzi                   | Egyéni      | 108,50     | =49.       | nem állt rajthoz | nem állt rajthoz | helyezetlen | helyezetlen |
| Romuald Halm Adolf Lauda Peter Lichtner-Hoyer | Bianka Schönbrunn Rienzi | Csapat      | 325,50     | =19.       | nem ért célba    | nem ért célba    | helyezetlen | helyezetlen |

## Műugrás
Női
| Versenyző      | Versenyszám        | Selejtező | Selejtező | Döntő   | Döntő   | Döntő    |
| Versenyző      | Versenyszám        | Pont      | Helyezés  | Pont    | Össz.   | Helyezés |
| -------------- | ------------------ | --------- | --------- | ------- | ------- | -------- |
| Eva Pfarrhofer | Egyéni toronyugrás | 46,02     | 13.       | kiesett | kiesett | kiesett  |

## Ökölvívás
| Versenyző       | Versenyszám  | 32-es főtábla              | Nyolcaddöntő               | Negyeddöntő       | Elődöntő          | Döntő             | Helyezés |
| Versenyző       | Versenyszám  | Ellenfél Eredmény          | Ellenfél Eredmény          | Ellenfél Eredmény | Ellenfél Eredmény | Ellenfél Eredmény | Helyezés |
| --------------- | ------------ | -------------------------- | -------------------------- | ----------------- | ----------------- | ----------------- | -------- |
| Leopold Potesil | Kisváltósúly | Celestino Pinto (BRA) · GY | Antonio Marcilla (ARG) · V | kiesett           | kiesett           | kiesett           | 9.       |

## Súlyemelés
| Versenyző      | Versenyszám | Nyomás   | Nyomás   | Szakítás | Szakítás | Lökés    | Lökés    | Összesen | Helyezés |
| Versenyző      | Versenyszám | Eredmény | Helyezés | Eredmény | Helyezés | Eredmény | Helyezés | Összesen | Helyezés |
| -------------- | ----------- | -------- | -------- | -------- | -------- | -------- | -------- | -------- | -------- |
| Josef Tauchner | 67,5 kg     | 105,0    | =12.     | 107,5    | 6.       | 135,0    | =10.     | 347,5    | 10.      |
| Franz Hölbl    | +90 kg      | 142,5    | 6.       | 125,0    | 6.       | 157,5    | 7.       | 425,0    | 7.       |

## Torna
Férfi
| Versenyző   | Versenyszám      | Döntő    | Döntő    |
| Versenyző   | Versenyszám      | Pontszám | Helyezés |
| ----------- | ---------------- | -------- | -------- |
| Hans Sauter | Talaj            | 8,50     | 63.      |
| Hans Sauter | Ugrás            | 17,95    | =47.     |
| Hans Sauter | Korlát           | 17,85    | =43.     |
| Hans Sauter | Nyújtó           | 9,20     | 62.      |
| Hans Sauter | Gyűrű            | 17,25    | =38.     |
| Hans Sauter | Lólengés         | 9,10     | 62.      |
| Hans Sauter | Egyéni összetett | 79,85    | 60.      |

## Vitorlázás
Nyílt
| Versenyző      | Versenyszám | Futam | Futam | Futam | Futam | Futam | Futam | Futam | Pontszám | Helyezés |
| Versenyző      | Versenyszám | 1     | 2     | 3     | 4     | 5     | 6     | 7     | Pontszám | Helyezés |
| -------------- | ----------- | ----- | ----- | ----- | ----- | ----- | ----- | ----- | -------- | -------- |
| Wolfgang Erndl | Finn dingi  | 256   | 226   | 402   | (0)   | 703   | 0     | 323   | 1910     | 15.      |

## Vívás
Női
| Versenyző          | Versenyszám | Csoportkör | Csoportkör | Csoportkör | Csoportkör | Csoportkör | Csoportkör | Helyezés |
| Versenyző          | Versenyszám | 1. kör | 1. kör     | Elődöntő | Elődöntő   | Döntő | Döntő      | Helyezés |
| Versenyző          | Versenyszám | Ellenfél Eredmény | Hely.      | Ellenfél Eredmény | Hely.      | Ellenfél Eredmény | Hely.      | Helyezés |
| ------------------ | ----------- | --- | ---------- | --- | ---------- | --- | ---------- | -------- |
| Ellen Müller-Preis | Tőr, egyéni | 2. csoport · Janice-Lee York-Romary (USA) · 4-1 · Pilar Roldán (MEX) · 4-2 · Nadezhda Shitikova (URS) · 4-3 · Régine Veronnet (FRA) · 4-3 · Lois Joseph (AUS) · 4-2 · Bruna Colombetti (ITA) · 3-4 · Ecaterina Orb (ROU) · 3-4 | 2.         | 1. csoport · Emma Yefimova (URS) · 4-0 · Maxine Mitchell (USA) · 4-0 · Bruna Colombetti (ITA) · 0-4 · Karen Lachmann (DEN) · 2-4 · Renée Garilhe (FRA) · 3-4 | 4.         | Döntő csoport · Karen Lachmann (DEN) · 4-1 · Gillian Sheen (GBR) · 3-4 · Orbán Olga (ROU) · 3-4 · Renée Garilhe (FRA) · 1-4 · Janice-Lee York-Romary (USA) · 3-4 · Catherine Delbarre (FRA) · 3-4 · Bruna Colombetti (ITA) · 3-4 | 7.         | 7.       |